# Zelotes maindroni
Zelotes maindroni är en spindelart som först beskrevs av Simon 1905.  Zelotes maindroni ingår i släktet Zelotes och familjen plattbuksspindlar. Inga underarter finns listade i Catalogue of Life.